# Bryum nivale
Bryum nivale är en bladmossart som beskrevs av C. Müller 1848. Bryum nivale ingår i släktet bryummossor, och familjen Bryaceae. Inga underarter finns listade i Catalogue of Life.